# John Middleton
John Middleton (1854 ou 1855 - 19 de Novembro de 1882) foi um vaqueiro e pistoleiro norte-americano. Como membro fundador dos Reguladores de Lincoln, lutou pela facção do comerciante John H. Tunstall contra o cartel de Lawrence Murphy e James Dolan durante a Guerra do Condado de Lincoln.

## Biografia
Nasceu no Tennessee, mas seus pais eram do Mississippi. Middleton teria trabalhado para a companhia Hunter & Evans, e logo ficou conhecido por sua habilidade com pistolas e rifles. Começou a trabalhar para John Henry Tunstall, jovem empreendedor inglês no Condado de Lincoln em 20 de Outubro de 1877. Após o assassinato do patrão, Middleton se juntou aos outros contratados de Tunstall na busca pelos assassinos. Como um dos membros centrais, tomou parte na maioria dos confrontos durante a guerra, sendo inclusive uma das testemunhas do assassinato de Tunstall, junto a William Bonney, Richard Brewer e Robert Windenmann. Foi um dos atiradores que alvejaram e mataram o Xerife William Brady e seu delegado George Hindman na emboscada em Lincoln. Middleton foi seriamente ferido no tórax durante o confronto em Blazer's Mill, vítima de um tiro disparado por Andrew "Buckshot" Roberts.
Ao final do conflito e do ano de 1878, John fugiu para Sun City no Kansas onde tentou sem sucesso, abrir uma mercearia. Casou-se em 18 de Dezembro de 1879 com Maria H. Colcord, de aproximadamente 16 anos; recebeu alguns dólares de presente de casamento do pai de Tunstall, pelos serviços prestados durante a guerra. Maria era filha de uma família de ricos fazendeiros do Kentucky, que eram contra a união dos dois. O casamento durou menos de cinco anos; John Middleton morreu de varíola aos 27 anos em 19 de Novembro de 1882.